# Jaroslav (Pardubice)
Jaroslav é uma comuna checa localizada na região de Pardubice, distrito de Pardubice.